# Chantal Fontaine
Pour les articles homonymes, voir Fontaine.
Chantal Fontaine est une actrice québécoise née le 11 octobre 1965 à Saint-Hyacinthe (Canada). Elle tient le rôle d'une enseignante à l'école Sainte-Jeanne d'Arc, dans l'émission Virginie. Elle joue durant 12 ans le personnage de Virginie dans cette télé-série. Elle est déçue de la façon dont elle quitte ce téléroman du petit écran. Elle s'est confiée lors de l'émission de Tout le monde en parle.

## Filmographie

### Cinéma
- 1992 : Coyote : la serveuse du Hulabaloo
- 1994 : Louis 19, le roi des ondes : la reporter
- 2020 : Souterrain de Sophie Dupuis : Lise
- 2024 : Vil et misérable de Jean-François Leblanc : Sylvie / Sylvain

### Télévision
- 1993 : Au nom du père et du fils : Émerise Villeneuve
- 1995 : 10-07 : L'Affaire Zeus : Claudia D'Annunzio
- 1996-2008 : Virginie : Virginie Boivin
- 1996 : 10-07 : L'Affaire Kafka : Claudia D'Annunzio
- 1996 : Urgence : Ginette Dubuc
- 1998 : Réseaux : Sophie Brissette
- 2009-2016 : Yamaska : Julie Davignon
- 2010 : Virginie : Virginie Boivin
- 2020-2023 : L'Échappée (saisons 5 à 7) : Gisèle Bayeur
- 2020-2024 : C'est comme ça que je t'aime : Jeannine
- 2022 : Ma mère : Chantal